# Yan (naczynie)
Yan – w starożytnych Chinach wykonane z brązu naczynie służące do gotowania na parze, w szczególności zboża. Stosowane były od czasów kultury Longshan, szczególną popularnością cieszyły się jako sprzęty rytualne za panowania dynastii Shang i Zhou. W późniejszym okresie zaprzestano ich używania.
Yan miały postać głębokiej miski z dwoma uchwytami u góry, umieszczonej na niewielkiej podstawce z trzema nóżkami. Zazwyczaj nie pokrywano ich żadnymi zdobieniami.